# Serdar Akar
Pour les articles homonymes, voir Akar.
Serdar Akar (né le 13 octobre 1964 à Ankara) est un réalisateur de cinéma et de télévision turc, réalisateur notamment de Barda et de La Vallée des loups - Irak.

## Biographie
Diplômé de l'Académie des sciences économiques et commerciales en 1985 et de la Faculté de cinéma et de télévision de l'Université Mimar-Sinan en 1994, Serdar Akar a d'abord été assistant d'autres réalisateurs turcs.

## Filmographie partielle

### Comme réalisateur

#### Cinéma
- 1998 : Gemide (tr)
- 2000 : Dar Alanda Kısa Paslaşmalar (tr), (Prix national du Festival international du film d'Istanbul)
- 2001 : Maruf (tr)
- 2006 : La Vallée des loups - Irak
- 2007 : Barda
- 2009 : Gecenin Kanatları (tr)
- 2011 : Behzat Ç. Seni Kalbime Gömdüm (tr)
- 2013 : Behzat Ç. Ankara Yanıyor (tr)
- 2017 : Kurtlar Vadisi Vatan (tr)
- 2019 : Çiçero (tr)
- 2020 : Acı Kiraz (tr)
- 2023 : Kadinlara Mahsus

#### Télévision
- 2001 : Yeraltinda Dünya Var (série télévisée)
- 2002 : Seni Yasatacagim (série télévisée)
- 2002 : Ask Meydan Savasi (mini-série télévisée)
- 2002 : Seni Yasatacagim (série télévisée)
- 2017-2018 : Payitaht: Abdülhamid (série télévisée, 47 épisodes)
- 2020-2021 : Tövbeler Olsun (série télévisée, 11 épisodes)
- 2022-2023 : Balkan Ninnisi (série télévisée, 20 épisodes)